# The Climate Reality Project
 The Climate Reality Project ist eine vom Friedensnobelpreisträger und ehemaligen US-Vizepräsidenten Al Gore gegründete Nichtregierungsorganisation, die sich für den Aufbau einer globalen Klimaschutzbewegung engagiert. Sie setzt dabei neben modernen Kommunikationswerkzeugen auf die Ausbildung sogenannter „Climate Leader“, um weltweit auf die Dringlichkeit von Klimaschutz und die Auswirkungen der Klimakrise hinzuweisen. Das Projekt wurde 2011 als Nachfolgeorganisation der Alliance for Climate Protection ins Leben gerufen. Präsident und Geschäftsführer von The Climate Reality Project ist Ken Berlin.

## Climate Reality Leadership Corps

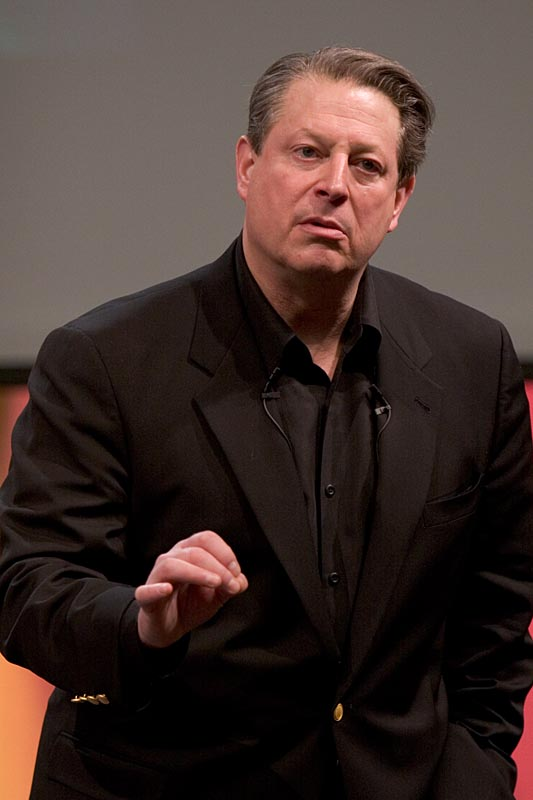
Al Gore während einer seiner Präsentationen zum Klimaschutz, 2006

Seit 2006 bildet Gore weltweit Sprecher für das Projekt bzw. dessen Vorgängerorganisation aus. Diese „Climate Leaders“ lernen, die von ihm u. a. im Film Eine unbequeme Wahrheit gezeigte Multimedia-Präsentation über die menschengemachte globale Erwärmung selbst in ihren jeweiligen Ländern weiterzugeben. Darüber hinaus sollen sie mit sogenannten „Acts of Leadership“ Führungsrollen beim Klimaschutz in ihren Kommunen übernehmen und zum Handeln gegen die Klimakrise anregen. Dazu gehört u. a., in lokalen Medien Stellung zu beziehen, soziale Netzwerke zu aktivieren und der wissenschaftliche Umgang mit Klimaskepsis. Auch die Forderung nach einer  Steuer auf CO2-Emissionen oder einem wirkungsvollen Emissionsrechtehandel ist wesentliches Ziel.
Sein Ziel, 1.000 Menschen zu finden und auszubilden, die seine Präsentation weitergeben können, hatte Gore im Jahr 2007 erreicht. Insgesamt sind bis heute etwa 6.000 Sprecher aus über 100 Ländern ausgebildet worden, um Gruppen, etwa von Führungskräften, Schülern, Glaubensgemeinschaften oder politischen Entscheidungsträgern aller Ebenen, über den Klimawandel zu informieren und sie zum Handeln zu bewegen.  Die Sprecher arbeiten ehrenamtlich und können über die Website der Organisation von jedermann für Präsentationen angefragt werden. Im deutschsprachigen Raum gibt es derzeit ungefähr 50 Sprecher.

## Initiativen

### 24 Hours of Reality
24 Hours of Reality wird live im Internet übertragen. Über 24 Stunden rückt eine Region des Globus in den Blickpunkt – mit Nachrichten, Meinungen und Multimedia-Inhalten. Experten, Musiker, Komiker, Fürsprecher und Normalbürger berichten über die Auswirkungen des Klimawandels auf ihr Leben und ihre Heimat. Das Event wird von Al Gore moderiert.

### Aktion #HeatOnDenial
Das Projekt sieht eine Diskrepanz zwischen dem wissenschaftlichen Konsens einer weitgehend durch Treibhausgasemissionen verursachten globalen Erwärmung und der Wahrnehmung des Themas in der Öffentlichkeit. Als Ursache sieht es den Einfluss der Öl- und Kohleindustrie, die die Verbreitung von Desinformation finanzieren würde. Dem will das Projekt seit August 2013 mit einer #HeatOnDenial-Kampagne in Kommentaren zu Online-Artikeln, in sozialen Medien und Leserbriefen begegnen. Teilnehmer verbreiten, teils vorbereitete, Texte, die die Fakten darstellen sollen.

### Reality Drop
Reality Drop stellt Klimaartikel aus dem Internet zusammen und verknüpft sie mit vom Projekt als relevant ausgewählten wissenschaftlichen Daten. Die Spieler in diesem Online-Spiel verbreiten „Realität“, indem sie Artikel mit ihren sozialen Netzwerken teilen oder zu aktuellen Nachrichten Kommentare abgeben. Das Ziel von Reality Drop ist es, ein Bestreiten der globalen Erwärmung und Täuschungen hierüber aufzudecken und wissenschaftlich gesicherte Fakten über den Klimawandel zu verbreiten. Kommentatoren erinnerte das Vorgehen der Initiative an die schon seit Jahren in Kommentarseiten verbreitete Astroturfing-Methode, vorbereitete Soundbites zu verbreiten, und an Trollerei.

### I AM PRO SNOW
Ziel der I AM PRO SNOW-Kampagne ist es, Menschen zusammenzubringen, die den Schnee lieben und für Freizeit, Arbeit und ihre Lebensqualität auf ihn angewiesen sind. Wintersportler, darunter Olympioniken und Mitglieder der US-Skimannschaft, haben sich der Aktion als „Klimabotschafter“ angeschlossen. Bei der Kampagne arbeitet The Climate Reality Project mit der Filmfirma Warren Miller Entertainment zusammen.

## Internationale Vertretungen
Das australische The Climate Reality Project ging aus dem im Jahr 2006 gegründeten The Climate Project hervor und hat nach eigenen Angaben 4000 Mitglieder.
Im Mai 2007 nahm die Organisation in Kanada Ihre Arbeit auf, ursprünglich als The Climate Project Canada. Sie heißt heute The Climate Reality Canada. Nach eigenen Angaben haben bislang ca. 500.000 Kanadier die gehaltenen Präsentationen gesehen. Sie wird unter anderem von der David Suzuki Foundation unterstützt.